# フランシス・アンド・ザ・ライツ
フランシス・アンド・ザ・ライツ（英語: Francis and the Lights）は、アメリカ合衆国の音楽プロジェクトの名称。フランシス・フェアウェル・スターライトを中心とするプロジェクトであり、ソロ作品においても、他のアーティストの作品に参加する場合でも「フランシス・アンド・ザ・ライツ」の名称を用いる。「アンド・ザ・ライツ」の名は、ステージの照明とコンピュータ画面の光という二つの意味を持っている。
スターライトは、フランシス・アンド・ザ・ライツにメンバーは存在せず、自分と自分にかかわるすべての人が参加者であると主張している。ドレイクやチャンス・ザ・ラッパーなどのラッパー・ミュージシャンの作品に参加している。

## 概要
ライブ・パフォーマンスにおいてはトラックとアシスタント・DJをバックにスターライトのボーカルが展開され、彼がシンセサイザーを披露することもある。

## 来歴
2007年にEP『ストライキング』でデビュー。
2010年、カナダのラッパー、ドレイクのデビューアルバムに参加し、同年には彼及びMGMT、マーク・ロンソンなどとツアーを行った。
2012年には、ジェイク・シュライヤーによるによるSF映画、「Robot & Frank」のサウンドトラックを作成する。
2016年、チャンス・ザ・ラッパーによるミックステープ、『Coloring Book』に参加。同年、ファースト・アルバム、『Farewell, Starlite!』をリリースした。リリースは彼らがウィスコンシン州で行われた音楽フェスティバル、『Eaux Claires』でライブを行っている中で発表された。
サード・アルバムである『take me to the light』は2019年8月にリリースされ、リード・トラックである同名曲にはカニエ・ウェストやボン・イヴェールが参加している。

## ディスコグラフィー

### アルバム
- Farewell, Starlite! (2016)
- Just for Us (2017)
- Take Me to the Light (2019)

### EP
- Striking (2007)
- A Modern Promise (2008)
- It'll Be Better (2010)
- Like a Dream (2013)

### サウンドトラック
- 素敵な相棒 〜フランクじいさんとロボットヘルパー〜 Robot & Frank (2012)

### シングル
- "LIME/WYN" (2008)
- "Eiffel Tower" / "The Things That I Would Do" (with inc.) (2011)
- "Friends" (featuring Bon Iver and Kanye West) (2016)
- "See Her Out (That's Just Life)" (2016)
- "May I Have This Dance" (remix featuring Chance the Rapper) (2017) [US Billboard Alternative Songs Chart No. 36]
- "Scream so Loud (Lammer Dance Mix)" (2018)
- "Try Tho We Might To" (2018)
- "The Video in the Pool" (2018)
- "Do u Need Love?" (2019)
- "Take Me to the Light" (featuring Bon Iver and Kanye West) (2019)